# Gato
|  | Per a altres significats, vegeu «Gato Pérez». |

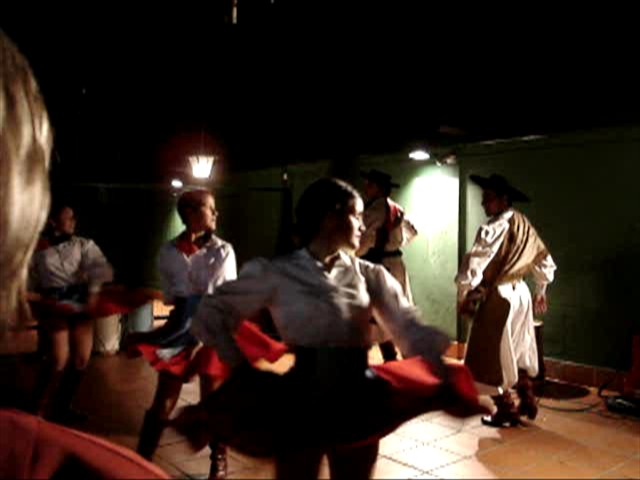
Algunes parelles ballant un gato.

El gato és una forma musical i dansa del folklore de l'Argentina. És una dansa de parelles de ritme àgil, que comparteix característiques comuns amb altres tipus de danses folklòriques de l'Argentina, tant a nivell musical com a nivell coreogràfic. Hi ha gatos amb lletra i sense lletra, la qual, tradicionalment, pot ser en castellà, en quítxua o fins i tot bilingües.

## Història
Un cop conformada aquesta dansa tal com és ara, es va estendre ràpidament, ballant-se en l'Argentina, Bolívia, Xile, Paraguai i Uruguai, i és considerat un dels més populars dels balls de a dos, des de la primera meitat del segle xix fins principis del segle xx. Es tracta d'un ball alegre i àgil, de parella solta, ritme viu i picaresca expressivitat. La parella descriu un joc amorós, en què l'home persegueix a la dama amb elegància i prudència. És ballat per totes les classes socials i en tots els ambients.
Les seves figures de ball són:
- primera figura: volta sencera (8 compassos).
- segona figura: gir (4 compassos).
- tercera figura: zapateo i sacsada (8 compassos).
- quarta figura: mitja volta (4 compassos).
- cinquena figura: zapateo i sacsada (8 compassos).
- sisena figura: gir final (4 compassos)